# Liste von Bergen im Saarland
Die Liste der Berge im Saarland zeigt eine Auswahl von Bergen, Erhebungen und Bergausläufern im deutschen Bundesland Saarland und ist nach Höhe in Meter (m) über Normalhöhennull geordnet.
Name, Höhe, Lage (bei Ortschaft)
1. Dollberg (695,4 m), nördlich Nonnweilers, Dollberge; Grenze Saarland/Rheinland-Pfalz
2. Schimmelkopf (694,8 m), nördlich Weiskirchens, Schwarzwälder Hochwald; Grenze Saarland/Rheinland-Pfalz
3. Trautzberg (603,7 m), östlich Freisens; Grenze Saarland/Rheinland-Pfalz
4. Hellerberg (596,3 m), östlich Freisens, Prims-Nahe-Bergland
5. Füsselberg (595,1 m), südlich Freisens, Prims-Nahe-Bergland
6. Peterberg (ca. 584 m), südlich Braunshausens
7. Weiselberg (569,5 m), westlich Oberkirchens, Nordpfälzer Bergland
8. Schaumberg (ca. 569 m), nordwestlich Tholey, Prims-Nahe-Bergland
9. Benkelberg (564 m) nordwestlich von Sitzerath
10. Schankelberg (ca. 550 m), nördlich Nonnweilers
11. Sparrenberg (ca. 544 m) nördlich Freisens
12. Diegelsberg (537,2 m), südwestlich Bosens
13. Felsenberg (ca. 537 m), nördlich Wadrills, Schwarzwälder Hochwald
14. Schreck (ca. 535 m), südlich Nonnweilers
15. Höcherberg (ca. 518 m), nördlich Höchens, Nordpfälzer Bergland
16. Judenkopf (ca. 517 m), nordnordwestlich Brittens
17. Leißberg (515,8 m), nördlich Oberthals
18. Losenberg (512,5 m), nordwestlich Oberthals
19. Heidenkopf (507,8 m), südlich Nohfeldens
20. Momberg (499,4 m), nordwestlich Oberthals
21. Trausberg (ca. 499 m), nördlich Dautweilers
22. Bosenberg (485,2 m), ostnordöstlich St. Wendels
23. Buberg (465,8 m), nordöstlich Bubachs
24. Weinhauskoepfchen (447,5 m), östlich Marpingens
25. Göttelborner Höhe (443,2 m), westsüdwestlich Göttelborns
26. Kewelsberg (441,8 m), südsüdwestlich Tünsdorfs
27. Kehrberg (438,7 m), westlich Marths
28. Litermont (414,2 m), nördlich Nalbachs
29. Leuker Kopf (ca. 414 m), nordwestlich Keuchingens
30. Hoxberg (413,6 m), südwestlich Lebachs
31. Monte Schlacko (403,5 m), östlich Püttlingens
32. Betzentaler Berg (402,3 m), südlich Sankt Ingberts
33. Galgenberg (401,1 m), südlich Losheims
34. Großer Kahlenberg (401,1 m), westnordwestlich Böckweilers
35. Spiemont (400,5 m), nördlich Niederlinxweilers, Prims-Blies-Hügelland
36. Großer Stiefel (397,2 m), westlich Sengscheids
37. Hungerkopf (ca. 396 m), nordöstlich Mettlachs
38. Hölschberg (394,8 m), ostnordöstlich Erfweiler-Ehlingens
39. Totenkopf (387 m), östlich von Niedergailbach, Bliesgau
40. Alteberg (Merzig) (385,1 m), östlich Büdingens
41. Einöder Höhe (ca. 382 m), östlich Einöds
42. Hirschberg (380,6 m), östlich Kirkels
43. Sauberg (377,3 m), westlich Altforweilers
44. Hoher Kopf (377,1 m), nordöstlich Kirkels
45. Schwarzenberg (ca. 377 m), westlich Scheidts
46. Gipsberg (ca. 373 m), nordwestlich Merchingens
47. Hannock (372,4 m), nordnordwestlich Gersheims
48. Kahlenberg (372 m), südöstlich St. Ingberts, Sankt Ingbert-Kirkeler Waldgebiet
49. Klosterberg (370 m), nördlich Wörschweilers, Sankt Ingbert-Kirkeler Waldgebiet
50. Spieser Höhe (370 m), nordöstlich von Spiesen
51. Karlsberg (ca. 366 m), ostnordöstlich Sanddorfs
52. Wickersberg (361,4 m), westlich Ensheims
53. Brennender Berg (ca. 360 m), westlich Dudweilers
54. Limberg (ca. 358,9 m), Wallerfangen, nordwestlich von Saarlouis
55. Hanickel (356,7 m), nordöstlich Rubenheims
56. Hirnberg (ca. 356 m), nordwestlich von Rammelfangen
57. Galgenberg (356 m), Spiesen-Elversberg, zwischen Spiesen und Elversberg
58. Schlossberg (Homburg) (ca. 325 m), östlich der Altstadt Homburgs
59. Bergehalde Ensdorf (ca. 322,5 m; Abraum- bzw. Bergehalde), zwischen Fraulautern und Schwalbach
60. Schlossberg (Kirkel) (ca. 307 m), im Zentrum Kirkels
61. Winterberg (300,9 m), ostsüdöstlich der Innenstadt Saarbrückens
62. Hoheberg (288,9 m), südwestlich von Wehrden
63. Halberg (266 m), nördlich Brebachs
64. Kaninchenberg (265,4 m), ostsüdöstlich der Innenstadt Saarbrückens

- Karte mit allen verlinkten Seiten:
- OSM |
- WikiMap